# False Accusations (Robert Cray)
False Accusations is het derde studioalbum van Robert Cray en zijn band. Bruce Bromberg en Dennis Walker verzorgden de muzikale productie, met Bill Dashiell als geluidstechnicus van dienst. Mike Vannice (toetsen, tenorsaxofoon) en Warren Rand (altsaxofoon) werden na Bad Influence vervangen door Peter Boe (toetsen). Het album heeft overspel als thema en werd in oktober 1985 op het door Bromberg opgerichte label HighTone Records uitgegeven.
Na eerst door Europa te hebben getoerd (ter promotie van het album Bad Influence uit 1982), betekende False Accusations het begin van zijn doorbraak aldaar. Hij bereikte met dit album de 141ste plaats in de Amerikaanse hitlijst, de 68ste plaats in de Britse hitlijst, de vijfentwintigste plaats in de Nederlandse hitlijst en de zeventiende plaats in Nieuw-Zeeland. De American Association of Independent Music verkoos False Accusations tot beste bluesalbum van het jaar.

## Tracklist
| Nr. | Titel                           | Schrijver(s)                                 | Duur |
| --- | ------------------------------- | -------------------------------------------- | ---- |
| 1.  | Porch Light                     | Dennis Walker                                | 5:01 |
| 2.  | Change of Heart, Change of Mind | Richard Cousins, Robert Cray                 | 3:49 |
| 3.  | She's Gone                      | David Amy, Peter Boe, Cray, Oscar Washington | 2:50 |
| 4.  | Playin' in the Dirt             | Amy, Cray                                    | 3:46 |
| 5.  | I've Slipped Her Mind           | Walker                                       | 5:15 |

| Nr. | Titel                                  | Schrijver(s)          | Duur |
| --- | -------------------------------------- | --------------------- | ---- |
| 1.  | False Accusations                      | Cousins, Cray, Walker | 3:55 |
| 2.  | The Last Time (I Get Burned Like This) | Cray                  |      |
| 3.  | Payin' for It Now                      | Amy, Cray             | 4:38 |
| 4.  | Sonny                                  | Amy, Walker           | 4:45 |

## Musici
- Richard Cousins - basgitaar
- David Olson - drums
- Peter Boe - toetsen
- Robert Cray - zang, gitaar